# Kondratij Fjodorovič Rylejev
Kondratij Fjodorovič Rylejev, rusky Кондрaтий Фёдорович Рылеев (29. září greg. / 18. září jul. 1795, vesnice Batovo, dnes součást města Gatčina 25. červenec greg. / 13. červenec jul. 1826, Petrohrad), byl ruský básník období romantismu, jehož poezie burcovala proti despocii. Byl popraven jako jeden z vůdců děkabristického povstání z roku 1825.

## Život
Rylejev pocházel ze zchudlé šlechtické rodiny. Roku 1801 byl poslán matkou do kadetní školy, kde také začal psát verše. Roku 1814 byl povýšen na dělostřeleckého důstojníka a zúčastnil se zahraničních misí ruských vojsk. Roku 1818 odešel do výslužby, v roce 1820 se oženil a usadil se v Petrohradě. Začal být literárně činný, sblížil se s mladou ruskou inteligencí (Puškin, Bestužev-Marlinskij a další) a vstoupil do zednářské lože. Spolu s Bestuževem-Marlinským vydával tři roky (1823–1825) almanach Polární hvězda (Полярная звезда), psal agitační písně a další politickou lyriku.
Roku 1823 vstoupil Rylejev do revolucionářského Severního spolku (Северноe обществo) a za rok se stal jeho ředitelem. Spolek vedl velmi demokraticky a podle svých představ, jejichž cílem bylo osvobodit sedláky a podělit mezi ně půdu. Roku 1824 se stal správcem kanceláře rusko-americké společnosti, kde získal další přátele. Roku 1825 vydal pod názvem Dumy (Думы) své vlastenecké balady a také historickou poemu Vojnarovskij (Войнаровский).
Protože odmítal násilná opatření, vzdal se před 26. prosincem roku 1825 hodnosti ve spolku a jeho nástupcem se stal kníže Sergej Petrovič Trubeckoj. Nicméně během děkabristického povstání se dostavil na Senátní náměstí a byl pak se čtyřmi hlavními viníky odsouzen k smrti čtvrcením. Tento trest mu byl později změněn na oběšení. Ještě v žaláři napsal několik básní a několik minut před smrtí napsal dopis rodině, který dlouho koloval v opisech.

## Dílo
- Kulakiáda (1813, Кулакияда), parodická poema,
- Favoritu (1820, К временщику), satirická óda, slovo временщик znamená v ruštině něco jako dočasný oblíbenec, favorit, přisluhovač nebo patolízal nějaké významné osobnosti (například cara), který díky tomu získal po tuto dobu politickou moc.
- Občan (1824-1825, Гражданин), politická elegie,
- Několik myšlenek o poezii (1825, Несколько мыслей о поэзии), stať o úloze literatury ve společnosti,
- Vojnarovskij (1825, Войнаровский), poema o spolubojovníkovi Ivana Mazepy poslaného do vyhnaství na Sibiř za účast v povstání proti carovi Petrovi I.,
- Nalivajko (1825, Наливайко), poema s tématem národně osvobozeneckého boje kozáků na Ukrajině v 16. století,
- Dumy (1825, Думы), sbírka vlateneckých balad‚ např. Ivan Susanin (Иван Сусанин), Boris Godunov (Борис Годунов), Dimitrij Samozvanec (Димитрий Самозванец) a další, ve kterých zobrazenou historickou realitu podřizuje aktuálním myšlenkovým a politickým cílům.

## Česká vydání
- Konráda Feodoroviče Rylejeva Básně, I. L. Kober, Praha 1875, přeložil a životopisem poetovým opatřil Hynek J. Mejsnar.